# Multivitamin
Multivitamin je dodatak ishrani sa vitaminima, dijetarnim mineralima, i drugim nutricionim elementima. Takvi preparati su dostupni u obliku tableta, kapsula, pasta, prahova, tečnosti i injekcionih formulacija. Izuzev injecionih formulacija, koje su jedino dostupne pod medicinskim nadzorom, multivitamine je priznala kao kategoriju hrane komisija Kodeks Alimentarijus (telo Ujedinjenih nacija za prehrambene standarde).
Multivitaminski suplementi su često dostupni u kombinaciji sa dijetarnim mineralima. Multivitaminski/mineralni suplementi se definišu kao suplementi sa 3 ili više vitamina i minerala, koji ne sadrže biljne prerađevine, hormone, ili lekove, u kojima je svaki vitamin i mineral prisutan u dozi ispod podnošljivotg gornjeg nivoa, i ne predstavlja zdravstveni rizik. Termini multivitamin i multimineral su često sinonimni.
Postoji evidencija koja sugeriše da kod zdravih ljudi multivitaminski suplementi ne sprečavaju pojavu kancera, srčane bolesti, ili drugih oboljenja. Međutim, postoje specifične grupe ljudi kojima multivitaminski suplemenati koriste (na primer, ljudi sa slabom ishranom ili osobe sa velikim rizikom od makularne degeneracije). Po tvrđenju Harvardske škole za javno zdravlje: „Gledajući na svu evidenciju, izgleda da su potencijalne zdravstvene koristi od upotrebe standardne dnevne doze multivitamina veće od potencijalnih rizika za većinu ljudi.“
Na osnovu deceniju duge dvostruko-slepe studije iz 2012. u kojoj je učestvovalo skoro 15.000 osoba je zaključeno da su osobe koje su koristile multivitamin na dnevnoj bazi za 8% manje obolele od kancera u poređenju sa osobama koje su koristile placebo.

## Spoljašnje veze
- [http://ods.od.nih.gov/factsheets/MVMS-QuickFacts/
- [http://www.ahrq.gov/clinic/tp/multivittp.htm
- [http://www.cancer.org/Cancer/news/News/multivitamins-no-magic-bullet-for-cancer-patients
- [https://web.archive.org/web/20130203033834/http://cot.food.gov.uk/pdfs/vitmin2003.pdf